# Џои Дорси
Ричард Елмер „Џои“ Дорси (енгл. Richard Elmer "Joey" Dorsey; Балтимор, Мериленд, 16. децембар 1983) је амерички кошаркаш. Игра на позицији центра.

## Биографија
Играо је колеџ кошарку од 2004. до 2008. на универзитету Мемфис, за екипу Мемфис тајгерса.
Изабран је на НБА драфту 2008. године као 33. пик од стране Портланд трејлблејзерса али је убрзо трејдом послат у Хјустон рокетсе. У Хјустону није добијао пуно прилике па је ишао и на позајмицу у НБА развојну лигу где је играо за Рио Гранде Вали вајперсе. Након одласка из Хјустона кратко је био у Сакраменто кингсима, да би прву већу минутажу добио у Торонто репторсима где је играо у сезони 2010/11.
У септембру 2011. долази у Европу и потписује са шпанском Саски Басконијом. Ипак већ у јануару 2012. раскида уговор са Басконијом и прелази у грчки Олимпијакос. Са њима у сезони 2011/12. осваја Евролигу и Првенство Грчке. Након добре сезоне продужио је уговор на још две године. Ипак није се дуго задржао са Пирејцима, јер је већ у новембру исте године отпуштен након што је јавно критиковао тим. Након тога одлази у Турску и потписује за Газијантеп ББ, где проводи остатак сезоне.
У јулу 2013. је потписао једногодишњи уговор са шпанском Барселоном. Са њима је освојио АЦБ лигу у сезони 2013/14. У јулу 2014. се враћа у НБА лигу и потписује двогодишњи уговор са својим првим професионалним тимом, Хјустон рокетсима. Након једне сезоне у НБА, враћа се у Европу и потписује за турски Галатасарај. У турском клубу се задржава до фебруара 2016. када се враћа у свој бивши тим Барселону. Играч Барселоне је био до 18. јануара 2017. када је отпуштен због коментара на Инстаграму у којем је оптужио клупске лекаре да су скривали степен његове повреде због које је пружао слабије партије. У фебруару 2017. је потписао за Бест Баликесир и са њима остао до краја сезоне. У сезони 2018/19. је играо за Паниониос.

## Успеси

### Клупски
- Олимпијакос:
  - Евролига (1): 2011/12.
  - Првенство Грчке (1): 2011/12.
- Барселона:
  - Првенство Шпаније (1): 2013/14.

### Појединачни
- Најбољи дефанзивац Првенства Грчке (1): 2011/12.
- Најкориснији играч Ол-стар утакмице Првенства Турске (1): 2013.
- Ол-Стар утакмица НБА развојне лиге (1): 2009/10.